# Шварценберг, Иоганн Адольф II фон
Иоганн Адольф II цу Шварценберг — князь из знатного рода Шварценбергов, 12-й герцог Крумловский, внесший значительный вклад в модернизацию экономики и промышленности Южной Чехии и Шумавы. В своих владениях провел революционные реформы в лесном хозяйстве, сельском хозяйстве и водном хозяйстве.

## Биография
Он - первенец принца Иосифа II Шварценберг и Полины Шварценберг и с детства он воспитывался как наследник  и будущий глава Глубоко-Крумловской ветви Шварценбергов.
Один из его братьев, Феликс, посвятил себя политике, а другой, Фридрих, - церковной карьере. Иоганн Адольф отказался поступить на государственную службу Габсбургской монархии, чтобы полностью посвятить себя развитию южной Чехии.

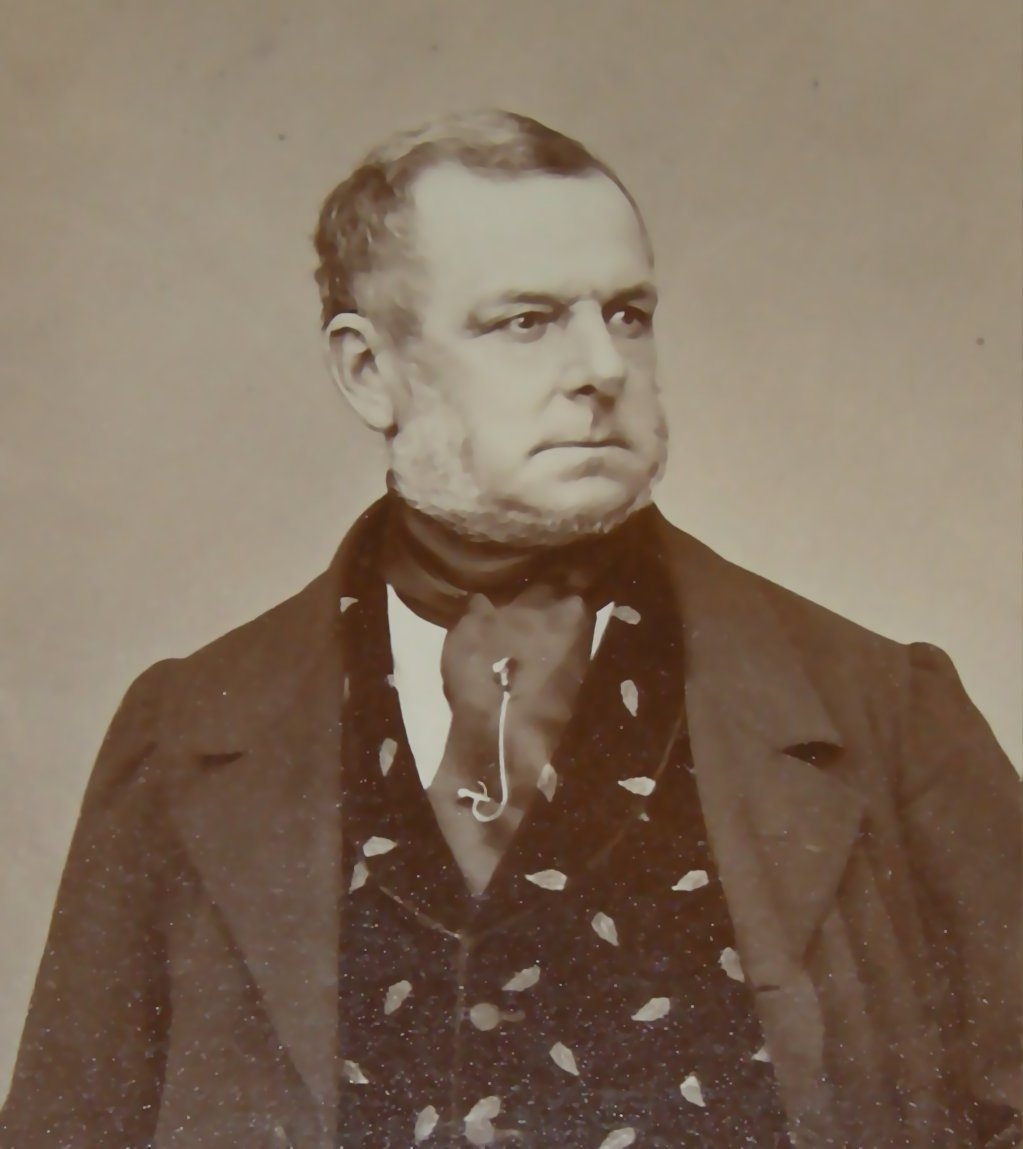
Фотография Иоганна Адольфа II ок 1880 г.

Экономическое образование он получил главным образом во время учебных поездок в Англию, которую впервые посетил в 1825 году. В качестве специального императорского посланника он участвовал в коронации короля Карла X во Франции в 1825 году и королевы Виктории в Англия в 1838 году.

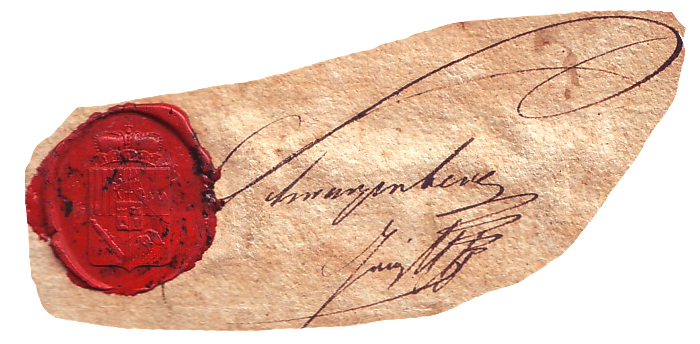
Подпись и печать Иоганна Адольфа II

В 1829 году Ян Адольф приобрел поместье Мшец, где начал реализовывать свою экономические реформы, пользуясь прежде всего знаниями, полученными во время путешествий по Англии, а четыре года спустя, после смерти отца в 1833 году, получил управление всеми родовыми поместьями в южной Чехии. Он был к этому хорошо подготовлен, что и продемонстрировал после отмены крепостного права в 1848 году, лишившей Шварценбергов почти четверти миллиона крестьян. Иоганн Адольф II смог сконцентрировать растительное и животноводческое производство в своих имениях, что дало начало модернизации сельского хозяйства.
С 1842 года был членом Патриотическое экономическое общество в Королевстве Богемия и с 1848 г. был его председателем 
Иоганн Адольф провел продуманные экономические реформы, расширил спектр выращиваемых культур, например рапса и русских бобов, вывел благородные породы крупного рогатого скота и овец, ввел в сельское хозяйство мелиорацию, применение и внесение удобрений на основе экспертных заключений удобрений и технических изобретений? внес свой вклад в развитие чешского рыбоводства, сахарной промышленности, горнодобывающей, молочной, пивоваренной, строительной и многих других отраслей.. Полная систематизация лесного хозяйства на основе десятилетних ревизий дала внушительные успехи в лесоводстве самой большой гордостью поместья Шварценбергов. Он основал несколько профессиональных училищ, в том числе самую первую в Чехии крестьянскую школу для чешскоязычных учеников в Рабине в Нетолицке, а в своих поместьях нацеливался и поддерживал перспективных студентов, которых даже отправлял учиться за границу за свой счет. Сотрудники должны были проходить постоянное обучение в духе инноваций и реформ,  поэтому для самостоятельного обучения были открыты библиотеки и архивы в Тршебони и Постолопрти.
Он считался ведущим специалистом по сельскому хозяйству в Европе, был членом многих сельскохозяйственных и лесохозяйственных компаний.
В 1873 году вместе со своим сыном Адольфом Йозефом он представил экономические успехи своих владений на Всемирной выставке в Вене.

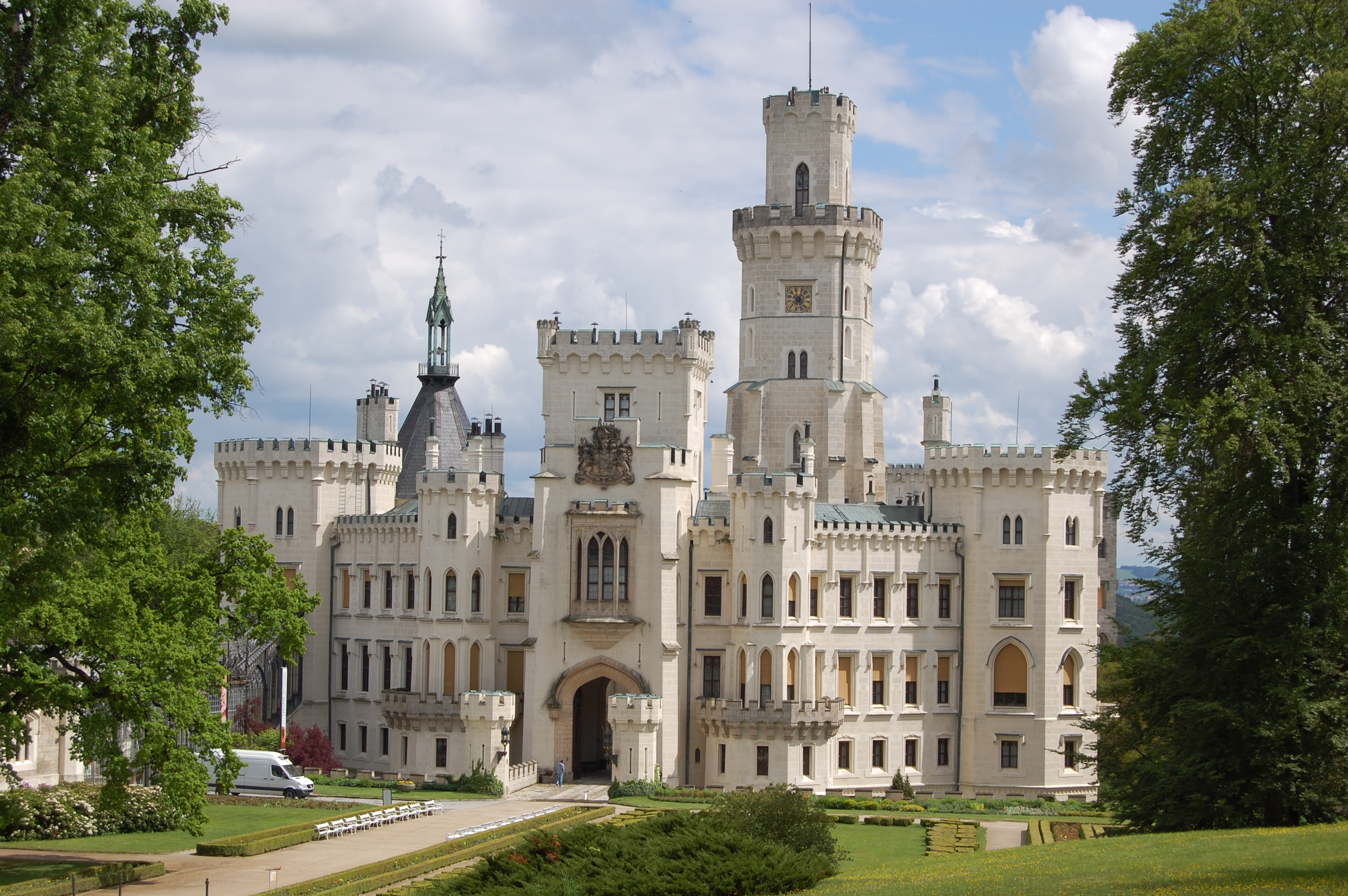
Замок Глубока

Иоганн Адольф II был известным поклонником не только британской экономики, но и английской культуры. Поэтому в 1840–1871 годах он приказал перестроить замок Глубока в  романтическом английском неоготическом стиле. Значительную долю в успешном осуществлении реконструкции сыграла жена Элеонора Лихтенштейнская, для которой реконструкция замка как новой современной резиденции стала главным делом жизни.

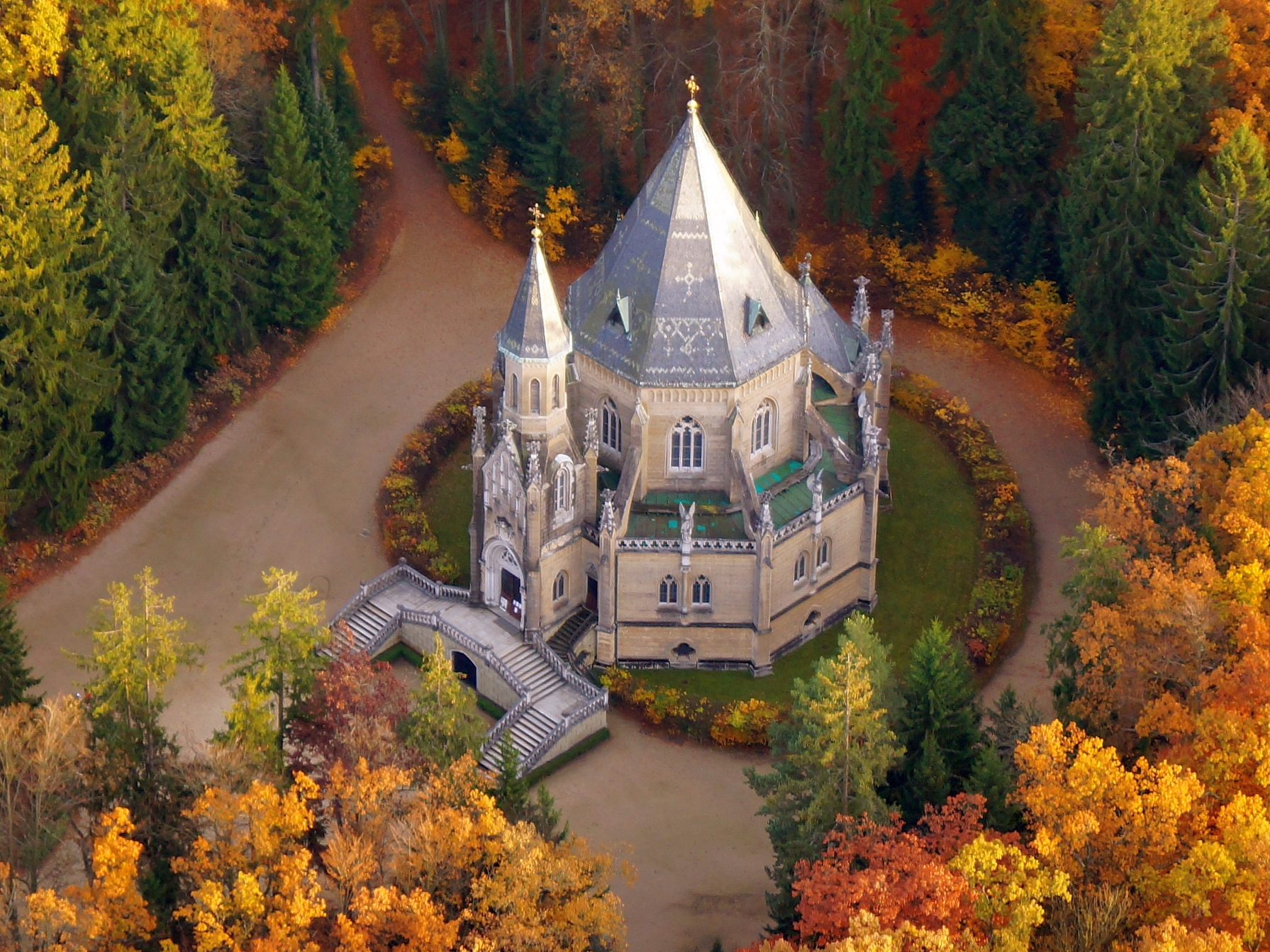
Усыпальница Шварценбергов

Иоганн Адольф II также заботился о наследии своей семьи. Он реставрировал ценные картины, собирал информацию об истории семьи Шварценбергов и построил монументальную усыпальницу Шварценбергов недалеко от Тршебони. Он основал в замке Ограда музей охоты и лесоводства, где также выставлялись доисторические коллекции князя, найденные в его владениях. Его интерес к систематизации затронул и архивы Шварценбергов, которые Франтишек Палацкий, друг будущего принца Адольфа Йозефа, часто использовал в своей исследовательской деятельности. Во время его правления были начаты реставрационные работы княжеских замков, церковных и хозяйственных построек.
Принц Иоганн Адольф II умер в своей новой резиденции в Глубока-над-Влтавоу 15 сентября 1888 года. Еще при жизни он считался одним из важнейших реформаторов и экономических лидеров своего времени, благодаря которому Южная Чехия добилась беспрецедентных преобразований и последующего экономического чуда. не имевший аналогов на старом континенте. Его дело продолжил его сын Адольф Йозеф.

## Брак и дети

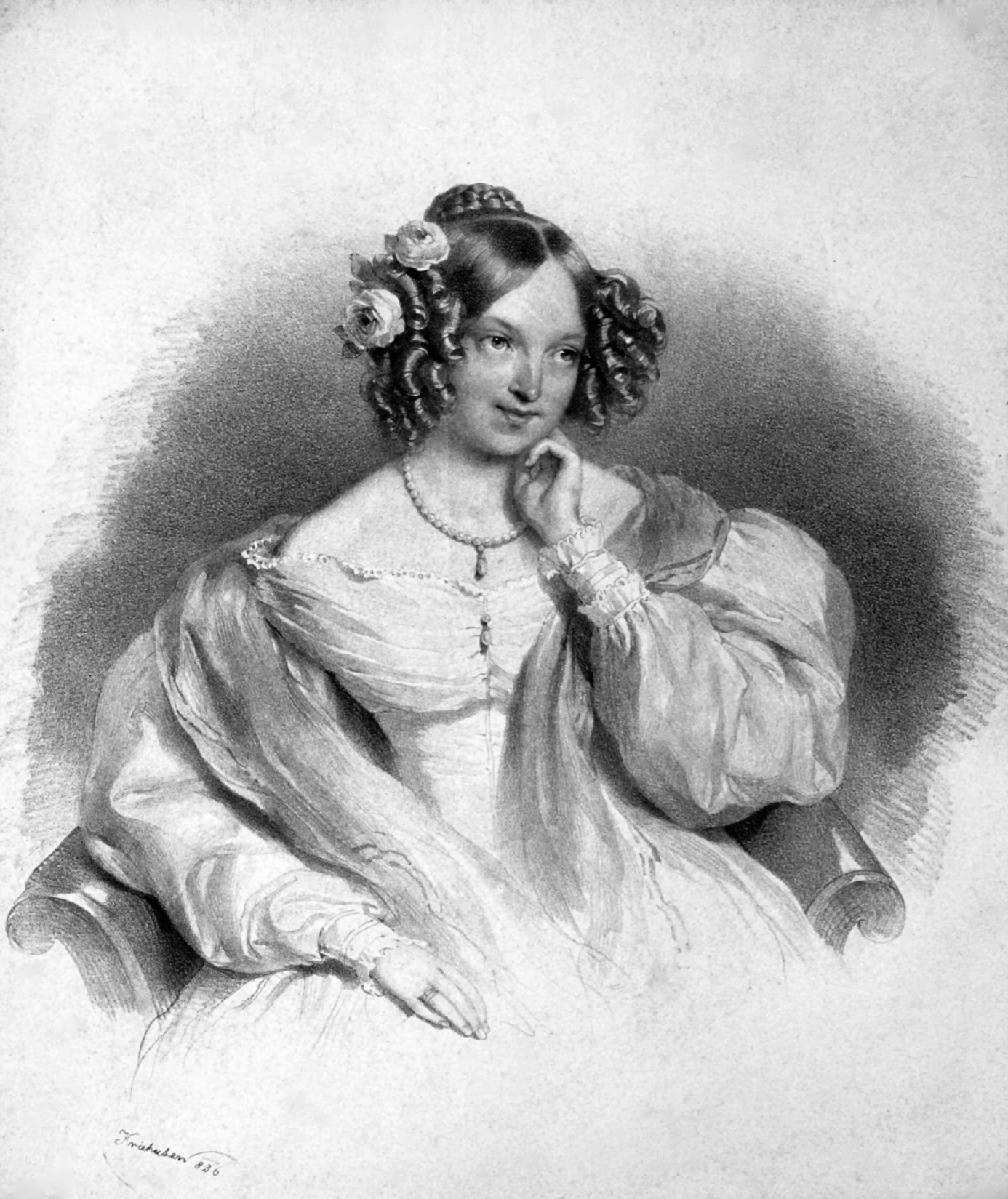
Жена - Элеонора Шварценберг, урожденная Лихтенштейнская

23 мая 1830 года женился на Марии Элеоноре Лихтенштейнской (25.12.1812 Вена - 27 июля 1873 года Тржебонь), дочери принца Мориса Лихтенштейнского и графини Марии-Леопольдины Эстергази.
У них было двое детей:
- Адольф Йозеф (18 марта 1832 г. Вена – 5 октября 1914 г. Либейовице), жена - Ида Лихтенштейнская (1839-1921), дочь Алоиза II Лихтенштейнского, 9 детей
- Мария Леопольдина (2 ноября 1833 г. Вена - 8 февраля 1909 г. Прага), муж - Эрнст Франц фон Вальдштейн-Вартенберг (1821–1904), 6 детей

Имя жены Элеоноры до сих пор носит шумавская деревни Ленора (ранее Элеоноренхайн).
Принцесса Элеонора Шварценберг была ведущей гранд-дамы, главной хозяйки салона Вены, в течение трех десятилетий до своей смерти. Нора Фуггери фон Бабенхаузен писала о ней: "Она была богата, красива, остроумна, обладала редкостной нежностью и всегда была готова проявить милосердие. Но она также умела обращаться с суровым скипетром тонкой рукой. Она диктовала тон и моду. Это зависело от того, кого следует допустить в придворное общество. Приглашение в ее дом открывало двери во все знатные дома Вены. И никто не осмелился нарушить ее молчаливый приказ. Принцесса Элеонора Шварценберг, оставшаяся красивой до самой старости... была одной из самых выдающихся среди многих выдающихся знатных дам "